# Schloss Szubin

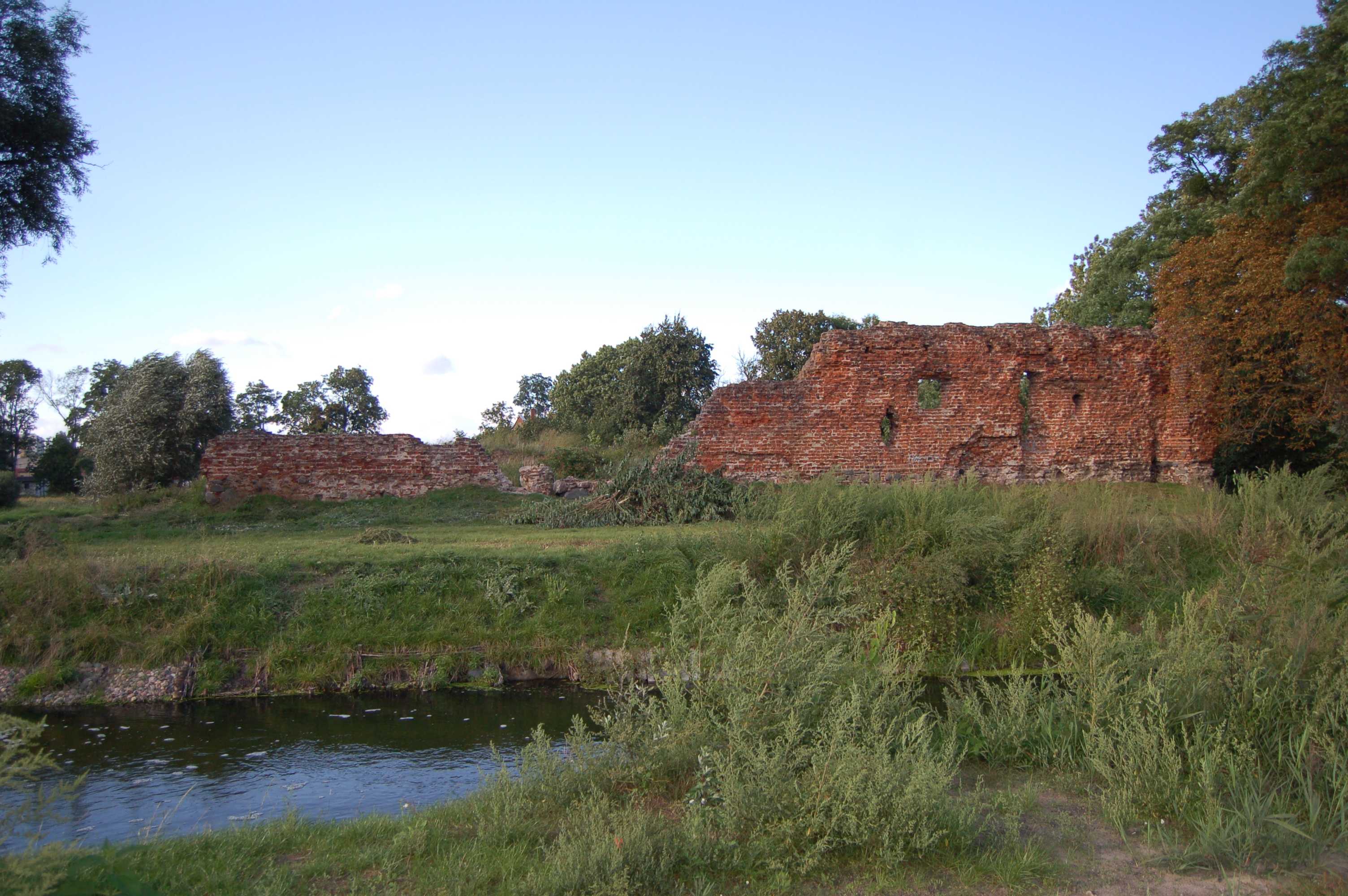
Ruine von Schloss Szubin

Das Schloss Szubin (polnisch Zamek w Szubinie) ist eine Burgruine in Szubin bei Nakło nad Notecią in der polnischen Woiwodschaft Kujawien-Pommern. Sie befindet sich am Fluss Gąsawka. 

## Geschichte
Die Burg wurde in der zweiten Hälfte des 14. Jahrhunderts von Sędziwój Pałuka erbaut. Im 16. Jahrhundert wurde die Burg im Stil der Renaissance zu einem Schloss ausgebaut. Krzysztof Opaliński ließ das Schloss von 1636 bis 1641 im Barockstil umgestalten. Ende des 18. Jahrhunderts begann das Schloss zu verfallen und ist heute nur noch als Ruine erhalten.